# دهه ۱۰۱۰ (میلادی)

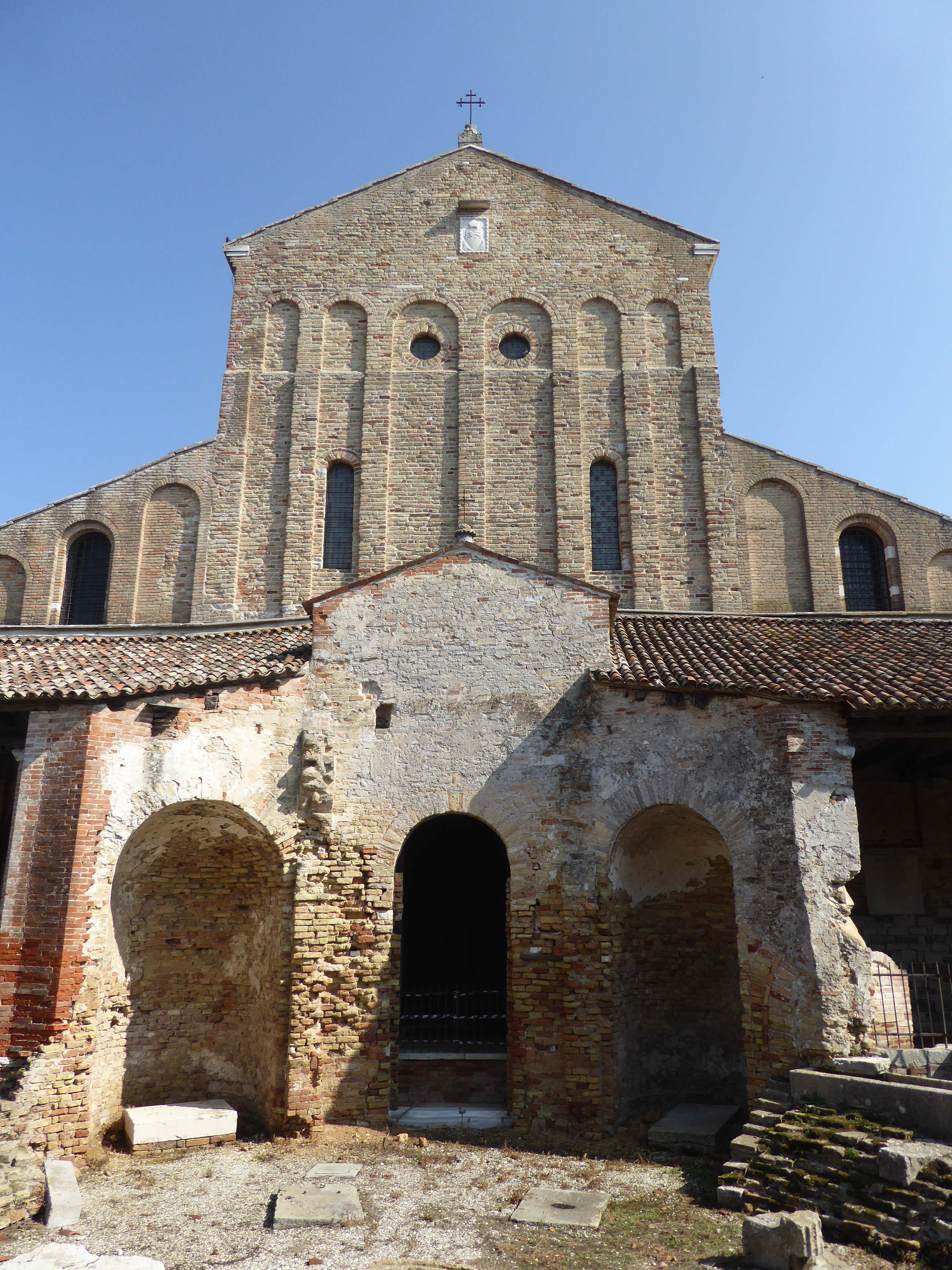
نمای بیرونی کلیسای جامع تورچلو.

دهه ۱۰۱۰ صد و یکمین دهه تقویم میلادی است.

## درگذشتگان
‎